# Daouda Diakité (voetballer)
Daouda Diakité (Ouagadougou, 30 maart 1983) is een Burkinees voetballer die als doelman sinds 2014 onder contract staat bij de Zuid-Afrikaanse Free State Stars. In 2003 maakte hij zijn debuut in het Burkinees voetbalelftal.

## Clubcarrière
Diakité maakte zijn debuut in het betaald voetbal in eigen land bij Étoile Filante Ouagadougou, waar hij ook voor 2005 in jeugdelftallen speelde. In juli 2005 maakte hij de overstap naar het Egyptische Arab Contractors FC. Aldaar speelde hij in de seizoenen 2009/10 en 2010/11 elk twaalf competitieduels, alvorens transfervrij naar België te vertrekken en daar te gaan spelen bij KV Turnhout. In het seizoen 2011/12 speelde hij daar vijftien competitieduels in de Derde klasse. Met Turnhout werd dat seizoen de vijftiende plaats behaald. Anderhalf jaar later trok Diakité naar Lierse SK, waar hij geen wedstrijd zou spelen. Na een periode bij het Gabonese CF Mounana tekende Diakité op 8 juli 2014 een contract bij Free State Stars uit Zuid-Afrika. Aldaar maakte hij op 9 augustus 2014 zijn debuut tegen de Kaizer Chiefs (0–1 verlies).

## Interlandcarrière
Daouda Diakité maakte in 2003 zijn debuut in het Burkinees voetbalelftal. In dat jaar speelde hij één interland, waarna hij vijf jaar lang niet meer opgeroepen werd voor zijn land. Met Burkina Faso nam hij na zijn terugkeer in 2008 deel aan de Afrikaanse kampioenschappen voetbal in 2010, 2012 en 2013. Burkina Faso bereikte onder leiding van Paul Put de finale van het toernooi in 2013 van Nigeria met 1–0 door een doelpunt van Sunday Mba. Op het kampioenschap van 2013 kwam Diakité tot vijf optredens.